# Meidiama lutheri
Meidiama lutheri är en plattmaskart som beskrevs av Ernst Marcus 1946. Meidiama lutheri ingår i släktet Meidiama och familjen Archimonocelididae. Inga underarter finns listade i Catalogue of Life.